# 青木佑輔
青木 佑輔（あおき ゆうすけ、1983年6月19日 - ）は、日本の元ラグビー選手。現在ジャパンラグビーリーグワン東京サントリーサンゴリアスのスクラムコーチを務めている。

## プロフィール
- 東京都町田市出身。
- ポジションはフッカー(HO)。
- 身長 176 cm、体重 95 kg
- 日本代表キャップは30。（2015年9月現在）
- 19歳以下日本代表に選出されたこともある。
- ニックネームは『あおさん』

## 略歴
10歳からラグビーを始めた。國學院久我山高校で3年の時に主将を務めた。2002年、早稲田大学に進学し2年よりフッカーのレギュラーに定着した。早大卒業後、2006年4月、サントリーサンゴリアスへ入団し1年目よりレギュラーとなっている。2007年のラグビーワールドカップフランス大会の日本代表のバックアップメンバーに選ばれた が試合出場はなかった。2008年のアジア5カ国対抗の韓国戦で初キャップ。2011年のニュージーランド大会の日本代表に選ばれた。
2018年、現役を引退した。同年、サントリーサンゴリアスのスクラムコーチに就任。

## プレースタイル
- 正確なラインアウトのスローインと豊富な運動量が持ち味[5]。

## エピソード
- 妹も早稲田大学ラグビー蹴球部でマネージャーとして在籍した[6]。